# Vair-sur-Loire
Vair-sur-Loire es una comuna nueva francesa situada en el departamento de Loira Atlántico, de la región de Países del Loira.

## Historia
Fue creada el 1 de enero de 2016, en aplicación de una resolución del prefecto de Loira Atlántico de 29 de octubre de 2015 con la unión de las comunas de Anetz y Saint-Herblon, pasando a estar el ayuntamiento en la antigua comuna de Saint-Herblon.

## Demografía
| Gráfica de evolución demográfica de Vair-sur-Loire entre 1800 y 2013 |
|                                                                      |

Los datos entre 1800 y 2013 son el resultado de sumar los parciales de las dos comunas que forman la nueva comuna de Vair-sur-Loire, cuyos datos se han cogido de 1800 a 1999, para las comunas de Anetz y Saint-Herblon de la página francesa EHESS/Cassini. Los demás datos se han cogido de la página del INSEE.

## Composición
| Comuna delegada | Código INSEE | Población (2013) | Superficie (km²) | Densidad (hab./km²) |
| --------------- | ------------ | ---------------- | ---------------- | ------------------- |
| Anetz           | 44004        | 2019             | 14.83            | 136                 |
| Saint-Herblon   | 44163        | 2472             | 36.90            | 67                  |